# Ludvig Öhman
Ludvig Öhman (født 4. oktober 1991) er en svensk fodboldspiller.